# بحيرة أوسا
بحيرة أوسا، هي بحيرة تقع غرب مدينة إديا بمقاطعة ليتورال في الكاميرون بوسط إفريقيا.

## الوصف
تشكل بحيرة أوسا، مع البحيرات في الشمال الشرقي ومويمبي في الجنوب الغربي، مجمع بحيرة أوسا بمساحة 39.27 كيلومتر مربع، وهي أكبر بحيرة طبيعية في الكاميرون.

## الأهمية
توفر البحيرة مصادر مائية مهمة في المنطقة، وتخدم المجتمع المحلي وصائدي الأسماك الذين يزودون ديزانغوي وإيديا بالأسماك.
تعد بحيرة أوسا موقع ترفيهي، تمارس فيه رياضة ركوب القوارب والرياضات المائية.